# Adiós muchachos (tango)
Adiós muchachos es un tango cuya letra pertenece a César Felipe Vedani en tanto que la música es de Julio César Sanders, que fue grabado por Agustín Magaldi en agosto de 1927 con acompañamiento de guitarras. El protagonista, ya próximo a morir, se despide de sus amigos y rememora aspectos de su vida. Este tango alcanzó difusión mundial y tuvo, en algunos casos, otras letras.

## Los autores
Julio César Sanders (Quilmes, provincia de Buenos Aires, Argentina, 13 de febrero de 1897 – ibídem, 10 de junio de 1942) fue un pianista que se dedicó al género del tango autor de la música de la obra Adiós muchachos, que ha tenido difusión  mundial.
César Vedani (Buenos Aires, Argentina, 23 de agosto de 1906 – ibídem, 14 de abril de 1974), cuyo nombre completo era César Felipe Vedani,  fue un poeta argentino de quien se recuerda especialmente que escribió la letra del tango difundido mundialmente  Adiós, muchachos.

## Historia
Hay  distintas versiones sobre el nacimiento de este tango. Francisco García Jiménez dice que una noche de 1927 en un grupo de amigos que estaba en una calle del barrio de Flores uno de los jóvenes se despidió con dos palabras: “Adiós muchachos” que le dio a Sanders, que estaba presente, la punta de la melodía que luego desarrolló con sus dedos de pianista. Su amigo Vedani adaptaría luego una “letrilla” a la “afortunada música”.
Por su parte, Walter Ercoli dice que Vedani estaba sentado en una de las mesas del café “Las Orquídeas” en el barrio de Flores desarrolló los versos del tango y que Julio César Sanders ejecutó la melodía en un piano pianola del lugar que solía utilizar.

## Represión cultural iniciada por la dictadura de 1943
A partir de 1943 dentro de una campaña iniciada por la dictadura militar de 1943 que obligó a suprimir el lenguaje lunfardo, como así también cualquier referencia a la embriaguez o expresiones que en forma arbitraria eran consideradas inmorales o negativas para el idioma o para el país, para la grabación de la orquesta de Enrique Rodríguez de abril de 1945 se ordenan tres cambios: la barra querida pasa a ser viejos amigos, nadie la talla pasa a ser nadie batalla y todas las farras pasaron a ser todas las fiestas.
Las restricciones continuaron al asumir el gobierno constitucional de Juan Domingo Perón y en 1949 directivos de SADAIC le solicitaron al administrador de Correos y Telecomunicaciones en una entrevista que se las anularan, pero sin resultado. Obtuvieron entonces una audiencia con Perón, la que se realizó el 25 de marzo de 1949, y el presidente –quien afirmó que ignoraba la existencia de esas directivas- las dejó sin efecto.
En octubre de 1953 se aprobó la Ley de Radiodifusión n° 14 241 que no tenía previsiones sobre el uso del lenguaje popular en radio pero las restricciones en alguna medida continuaban, y motivó la denuncia de SADAIC en enero de 1950 a la irradiación de ciertos temas por Radio El Mundo; no obstante tal denuncia, en 1952 la propia entidad de los autores acordó con las autoridades una lista de canciones populares que por razones de buen gusto o decoro idiomático no debían pasarse por radio; en definitiva, SADAIC no cuestionaba la censura en sí misma sino quién la aplicaba.

## Grabaciones
La primera grabación fue el 10 de septiembre de 1927 por Agustín Magaldi con acompañamiento de guitarras. El 27 de febrero de 1928 lo registró Ignacio Corsini también acompañado por guitarras y el 26 de junio de ese mismo año lo hizo Carlos Gardel en París y el tango pasa a ser un suceso.
Francisco Lomuto lo grabó para Victor en 1942 con el cantante Jorge Omar. Enrique Rodríguez lo hizo para Odeón con la voz de Armando Moreno, Hugo del Carril lo grabó en 1946 con acompañamiento de guitarras. También lo grabaron, entre otros, Horacio Deval con la orquesta de Roberto Pansera y Atilio Stampone en 1961 con Héctor Petray. 
En el segundo semestre de 1928 los autores viajaron a Europa y desde París y Barcelona promocionaron el tango en distintas casas editoriales y fonográficas europeas.

## Difusión en el cine
El tango fue incluido en Wonder Bar, película de Estados Unidos dirigida en 1934 por Lloyd Bacon cuya acción transcurre en un cabaré de Montmartre. También es interpretada en dos filmes del actor francés Charles Boyer: History Is Made at Night (1937) con Jean Arthur, en el cual la pareja lo baila y lo menciona como «nuestro tango», y en Together Again (1944).
Libertad Lamarque canta «Adiós muchachos» en la película mexicana Huellas del pasado (1950). 
En la película Adiós muchachos (1955) con Juancito Diaz y Pola Alonso lo canta Alfredo Dalton con la orquesta de Osvaldo Fresedo.
Fue incluido en la banda de sonido de Scent of a Woman (1992) y en Scoop, dirigida por Woody Allen en 2006.
En televisión, el tango, con la letra de  Dorcas Cochran, fue cantado por Desi Arnaz en el episodio 31 de I Love Lucy en 1952 y por Lucille Ball en el episodio 130 de la misma serie, en 1955.

## Versiones en otros idiomas
Louis Armstrong hizo su propia versión del tango con  el título I Get Ideas (Tengo Ideas) que lo grabó el 24 de julio de 1951, figurando Dorcas Cochran como autora de la letra. En Gran Bretaña hubo dos versiones tituladas Te guardaré siempre en mi corazón y Pablo el soñador. En Estados Unidos con el nombre de Farewell companions (Adiós compañeros) hay una versión que si bien intentó ser una traducción de la letra original, tiene pocas coincidencias con ésta.
En Italia hay una letra en italiano que pertenece a Eugenio Rondinella, y si bien conservó el título con las palabras y en el idioma original, es totalmente distinta pues se refiere a la despedida de un hombre que va a estar preso un año.

## Valoración
Dice Gobello:

"se afirma que es el tango que mayor número de versiones fonográficas ha logrado en el mundo. Ciertamente su melodía es de las que se califican como pegadizas (aunque no coincide con el patetismo de los versos), pero no parecer ella razón suficiente de la aceptación lograda por los melodiosos ayes de un moribundo tanguístico".

## Nombres deAdiós muchachosregistrados en SADAIC
Los nombres con los que figura el registro del 20 de noviembre de 1935 en SADAIC son los siguientes:
- Adiós muchachos
- Adiós  amigos
- Adieu
- Adieu París
- El Pablo el soñador
- Pablo The Dreamer
- Farewell Boys
- I get Ideas
- I’ll Keep you in my Hear
- Ik heb n Coca Cola
- Tango Medley
- Marianne
- Me revoici
- Twee donk re ogen
- Von gestern abend bis he
- Zwei rote Lippen vein
- Adiós muchachos-Sanders-Vedani
- Pablo el soñador El-Sanders
- Efsane ask

## Filmografía
Adiós muchachos en la banda de sonido
- Wonder Bar (1934)[8]
- Freddie Martin & His Orchestra (cortometraje) (1935)
- Otra reunión de acusados (1939)
- Ciudad de conquista (1940)
- Otra vez juntos (1944)
- Huellas del pasado (1950)
- Esencia de mujer o Perfume de mujer (1992)
- Full Monty (1997)
- Vääpeli Körmy ja kahtesti laukeava (1997)
- Los impostores (1998)
- Zbogum na dvaesetiot vek (1998)
- Scoop (2006)
- Cruella (2021) en la versión en inglés "I Get Ideas"

## Televisión
Adiós muchachos en la banda de sonido
- I Love Lucy ( episodio 31) (1952)
- I Love Lucy (episodio 130) (1955)
- Alys Robi (miniserie) (Episodio 1.2) (1995)